# Canthidium prasinum
Canthidium prasinum är en skalbaggsart som beskrevs av Blanchard 1846. Canthidium prasinum ingår i släktet Canthidium och familjen bladhorningar. Inga underarter finns listade.